# Вільфред фон Офен
Вільфред фон Офен (нім. Wilfred von Oven; 4 травня або 5 травня 1912, Ла-Пас, Болівія — 13 червня 2008, Буенос-Айрес, Аргентина) — німецький журналіст, військовий кореспондент, лейтенант вермахту. Ад'ютант Йозефа Геббельса.

## Біографія
Виходець із знатного роду з сильною військовою традицією. Племінник генералів Бурггарда фон Офена, Георга фон Офена і Ернста фон Офена.
1 травня 1931 року вступив у НСДАП і СА. Після невдалих спроб прославитися як поет і автор коротких оповідань Офен став журналістом берлінського видання Шерля. 1 травня 1932 року вийшов із НСДАП і СА. В 1936 році закінчив Імперську школу друку. В 1936/39 роках брав участь у громадянській війні в Іспанії  військовим кореспондентом свого видання і члена легіону Кондор. В складі пропагандистської роти брав участь у Польській кампанії. За деякими даними, Офен брав участь у масових вбивствах. Як воєнний кореспондент брав участь у німецько-радянській війні.
В травні 1943 року призначений ад'ютантом імперського міністра пропаганди і народної освіти Йозефа Геббельса. 20 липня 1944 року Офен від імені Геббельса зв'язався з Гітлером, щоб перевірити, чи фюрер загинув внаслідок замаху. Через Офена Гітлер наказав Геббельсу і Отто-Ернсту Ремеру заарештувати учасників змови. 22 квітня 1945 року Геббельс перебрався у фюрербункер і наказав Офену вирушити в ОКГ у Редсбург. Звідти Офен разом із Ебергардом Таубертом вирушив у Гамбург.
Після війни Офен під вигаданим ім'ям працював перекладачем і стенографістом у британській військовій адміністрації. В 1951 році переїхав у Аргентину, де працював іноземним кореспондентом німецьких журналів Der Spiegel і Frankfurter Allgemeine Zeitung, також писав для німецькомовної аргентинської газети Freie Presse. Згідно випуску Der Spiegel від червня 2013 року, з 1950 року Офен був інформатором Організації Гелена, а потім з моменту заснування і до 1966 року — інформатором БНД.
Окрім журналістської діяльності, Офен працював як письменник і перекладач. Його твори в основному містять спогади про націонал-соціалістичний період і друкувались ультраправими німецькими виданнями. В 1990 році, на прохання британського історика Лоренса Реєса, Офен описав одним словом своє життя у нацистській державі — «райське». На Офена неодноразово подавались скарги і судові позови за звинуваченням у виправданні нацизму і викривленні історичних фактів. Як перекладач, Офен переклав на німецьку мову твори Жака де Мах'є і Девіда Хоггана, а також мемуари Леона Дегреля.
Офен підтримував тісні контакти з неонацистами у ФРН ті інших країнах. Його участь у неонацистському русі в основному зводилась до виступів перед відповідною аудиторією — наприклад, промова на святкуванні сонцестояння в Кузелі в 1979 році.
Дві книжки фон Офена (біографії Геббельса і Канаріса) були перекладені російською мовою і опубліковані в мережі Інтернет ("Кем был Геббельс? Биография с близкого расстояния"; "Вильгельм Канарис. Адмирал и его ответственность за ход войны").

## Нагороди
- Іспанський хрест в золоті з мечами — нагороджений особисто Адольфом Гітлером.
- Залізний хрест 2-го і 1-го класу
- Нагрудний знак «За танкову атаку» в сріблі
- Медаль «За зимову кампанію на Сході 1941/42»
- Премія Ульріха фон Гуттена (1997)